# Sven Rydell
Sven Rydell (Gotemburgo, 14 de janeiro de 1905 — 4 de abril de 1975) foi um futebolista sueco que atuava como atacante.
Em clubes atuou pelo Örgryte IS e Redbergslids IK.
Defendeu a Seleção Sueca em 43 partidas e marcou 49 gols, entre 1923 e 1932, tornando-se seu maior artilheiro.[carece de fontes?] Esta marca somente foi ultrapassada em 14 de setembro de 2014 por Zlatan Ibrahimović. Obteve a medalha de bronze na competição de futebol nos Jogos Olímpicos de 1924. Foi o primeiro futebolista sueco premiado com a Medalha de Ouro do Svenska Dagbladet em 1931.
Sua filha Ewa Rydell foi ginasta artística e disputou os Jogos Olímpicos de 1960 e 1964.